# Sicaria Sound
Sicaria Sound és un duet de música electrònica compost per les creadores Imbratura i Ndeko.

## Trajectòria
Imbratura és d'ascendència marroquina i va néixer i créixer a Londres. Ndeko té ascendència sud-sudanesa, va néixer a Sheffield i va criar-se a Ghana i Nigèria abans de tornar a Bournemouth i establir-se a Londres. Ambdues es van conèixer després d'una conferència a la universitat on estudiaven Geografia i de seguida van fer amistat a la discoteca Fabric unides per seva la passió per la música dubstep. Mentre compartien pis van aprendre a punxar i produir música.
Són les primeres DJ residents del segell discogràfic Deep Medi Musik i han actuat en esdeveniments com el Festival de Glastonbury, el Boomtown Festival, l'Outlook Festival, l'Atlas Electronic i el Bassnectar de Nova York. Des del 2018 mantenen una residència mensual a l'emissora de ràdio Rinse FM, on donen a conèixer material nou d'artistes underground. Actualment treballen en les seves pròpies produccions.